# Rikard Björk
Rikard Björk, född 5 juli 1987 i Göteborg, är en svensk skådespelare och musikalartist.
Han är utbildad på Högskolan för scen och musik 2008-2011 och Wendelsbergs teater- och skolscen 2007-2008. Björk är yrkesverksam både inom talteater, spelfilm och musikal. Han långfilmsdebuterade i huvudrollen som Simon i Jävla pojkar 2012 och har sedan dess medverkat i bland annat Beck, Johan Falk och Morden i Sandhamn. Under 2016 är han aktuell i SVT-serien Springfloden. På den svenska musikalscenen var det Björk som 2015 spelade rollen som Frankie Epps i den svenska urpremiären av Parade på Wermland Opera. 2016 spelar han på samma scen rebelledaren Enjolras i den klassiska musikalen Les Miserablés. Björk hade sin musikaldebut i samma föreställning på Göteborgsoperan 2000, som den kaxige gatupojken Gavroche. Våren 2012 porträtterade han den svenske nazistledaren Otto Hallberg i Sara Cronbergs uppsättning 4 dagar i april på Uppsala stadsteater. 2011 skrev och regisserade han den svensk-palestinska pjäsen Gränslösa land.

## Filmografi - i urval
- 2006 – Nattbad (kortfilm), regi: Ruben Östlund
- 2009 – Hellre ökänd än okänd (kortfilm)
- 2012 – Jävla pojkar[6], regi: Shaker K. Tahrer
- 2013 – I Am Reva[7], regi: Naures Sager
- 2014 – Tillbaka till Bromma[8], regi: Martin Persson
- 2014 – Svart kung[9], regi: Ronnie Brolin
- 2014 – Morden i Sandhamn, regi: Niklas Ohlson
- 2015 – Mordet – Anna Norell, regi: Martin Kjellberg
- 2015 – Johan Falk – Lockdown, regi: Richard Holm
- 2015 – Beck – Rum 302, regi: Mårten Klingberg
- 2016 – Bieffekterna, regi: Andreas Climent, André Hedetoft
- 2016 – Springfloden, regi: Niklas Ohlson, Mattias Ohlsson
- 2018 – Vår tid är nu (TV-serie)

## Teater - i urval

### Roller (ej komplett)
| År   | Roll          | Produktion                                                              | Regi                                           | Teater                       |
| ---- | ------------- | ----------------------------------------------------------------------- | ---------------------------------------------- | ---------------------------- |
| 2008 | Jonatan       | Bröderna Lejonhjärta Astrid Lindgren                                    | Eric Rusch                                     | Astrid Lindgrens värld       |
| 2010 | Ensemble      | Sunset Boulevard Andrew Lloyd Webber, Don Black och Christopher Hampton | Vernon Mound Shaun Kerrison Anthoula Papadakis | Göteborgsoperan              |
| 2011 | Cliff         | Jag - en kamera                                                         | Ronny Danielsson                               | Högskolan för scen och musik |
| 2011 | John          | Gränslösa land                                                          | Rikard Björk                                   | Söders Dramatiska Teater     |
| 2012 | Otto Hallberg | 4 dagar i april Magnus Alkarp                                           | Sara Cronberg                                  | Uppsala stadsteater          |
| 2015 | Frankie Epps  | Parade Alfred Uhry och Jason Robert Brown                               | Markus Virta                                   | Wermland Opera               |
| 2016 | Enjolras      | Les Misérables Alain Boublil och Claude-Michel Schönberg                | James Grieve                                   | Wermland Opera               |
| 2018 | Tore          | Så som i himmelen Fredrik Kempe, Kay Pollak och Carin Pollak            | Markus Virta                                   | Oscarsteatern                |
| 2021 | Bobby C       | Saturday Night Fever Robert Stigwood                                    | Anders Albien                                  | Chinateatern                 |

## Övrigt
Rikard Björk erhöll Lasse Lönndahls stipendium 2011.

### Fotnoter
1. ↑  ”Rikard Björk”. Svensk Filmdatabas. http://sfi.se/sv/svensk-filmdatabas/Item/?type=PERSON&itemid=423726&ref=%2ftemplates%2fSwedishFilmSearchResult.aspx%3fid%3d1225%26epslanguage%3dsv%26searchword%3drikard+bj%C3%B6rk%26type%3dPerson%26match%3dBegin%26page%3d1%26prom%3dFalse. Läst 15 oktober 2012.
2. ↑  ”Officiell sida för Jävla pojkar”. shakefilm.se. Arkiverad från originalet den 11 september 2012. http://archive.is/2012.09.11-024454/http://www.shakefilm.se/javlapojkar/swe/rikard.html. Läst 7 april 2012.
3. ↑  ”Les Misérables | Wermland Opera”. www.wermlandopera.com. Arkiverad från originalet den 2 mars 2017. https://web.archive.org/web/20170302230806/http://www.wermlandopera.com/evenemang/les-miserables-0. Läst 30 april 2016.
4. ↑  Uppsala stadsteater Besökt den 7 april 2012
5. ↑  Mariana Filip.Varför leker barnen i Gaza "judar och araber"? Göteborgs Fria Tidning 15 mars 2011. Läst den 7 april 2012.
6. ↑  Jävla pojkar Svensk filmdatabas
7. ↑  I Am Reva Internet Movie Database
8. ↑  Livet i Bromma Svensk filmdatabas
9. ↑  ”Svart kung”. Arkiverad från originalet den 8 oktober 2018. https://web.archive.org/web/20181008180331/http://www.svartkung.se/. Läst 1 maj 2019. Officiell hemsida
10. ↑  Göteborgsoperan om Sunset Boulevard. Arkiverad 14 augusti 2012 hämtat från the Wayback Machine. Besökt den 8 april 2012.
11. ↑  Kristina Lindquist. Det är hisnande. Dagens Nyheter 20 februari 2012. Läst 7 april 2012
12. ↑  ”Wermland Opera om Parade”. http://www.wermlandopera.com/evenemang/parade. Läst 26 december 2014.
13. ↑  ”Musikalen Så som i himmelen”. http://www.sasomihimmelen.se/. Läst 1 februari 2018.
14. ↑  ”Saturday Night Fever”. Chinateatern. https://showtic.se/forestallningar/saturdaynightfever/ensemble/. Läst 14 september 2021.